# Crkva sv. Vasilija Ostroškog u Blagaju na Buni
Crkva sv.  Vasilija Ostroškog je pravoslavna crkva u Blagaju na Buni u Hercegovini. 

## Povijest
Kršćanstvo ovih krajeva datira još od 5. stoljeća. Blagaj je bio važni grad i u njemu je bila crkva sv. Kuzme i Damjana, izgrađena i posvećena 1194. o čemu piše na Blagajskoj ploči. S osmanskim osvajanjima kršćanstvo a osobito katoličanstvo je iskorjenjivano, nasilnom islamizacijom, progonom katolika ili prekrštavanjem katolika na pravoslavlje koje je bilo protežirano u Osmanskom Carstvu, ali još uvijek drugog reda u odnosu na muslimane. Austro-ugarsko zaposjedanje BiH 1878. donosi bolja vremena. Crkva je sagrađena 1893. i posvećena sv. Vasiliju Ostroškom. Godine 1934. završen je zvonik crkve. Tri pogubna rata i promjene civilnih vlasti donosile su nedaće koje su pogađale kršćanski puk. 